# Алеев, Алексей Григорьевич
Алексей Григорьевич Алеев (22 апреля 1929, д. Андреевка Урджарский район, Семипалатинская область, Казахская ССР, СССР — апрель 2006) — бригадир слесарей-монтажников Красноярского монтажного участка треста «Гидромонтаж» Министерства энергетики и электрификации СССР, Герой Социалистического Труда (01.06.1973).

## Биография
Родился в д. Андреевка Урджарского района Семипалатинской области.
Рано лишился отца. После окончания 7 классов работал в колхозе, учился в школе ФЗО.
С 1949 г. слесарь-сборщик на Усть-Каменогорском участке Всесоюзного треста «Гидромонтаж». Работал монтажником, бригадиром монтажников, мастером по монтажу стальных и железобетонных конструкций на строительствах Новосибирской (с 1950), Красноярской (с 1959), Саяно-Шушенской ГЭС (с 1969).
С 1960-х гг. бригадир слесарей-монтажников Красноярского монтажного участка треста «Гидромонтаж».

## Награды
- Герой Социалистического Труда (01.06.1973).
- орден «Знак Почёта».